# Antianira
Pour les articles homonymes, voir Antianira (homonymie).
Dans la mythologie grecque, Antianira ou Antianeira est une fille de Ménétos. De son union avec le dieu Hermès naissent deux jumeaux, qui seront au nombre des Argonautes : Erytos ou Eurytos et Échion.